# سالادکلم
سالاد کلم (به انگلیسی: Coleslaw) سالادی است که عمدتاً دارای کلم ریز خردشده خام است. و عموماً سُس وینِگِرِت مخصوص سالاد به آن ریخته می‌شود. سالادی که با این روش تهیه شده را می‌توان به عنوان ترشی در ظرفی دربسته برای بیش از ۴ هفته نگهداری کرد. روش دیگر برای درست کردن سالاد کلم استفاده از سُس‌هایی مانند مایونز است که دارای روغن و سرکه هستند و در بیشتر مواقع هم مورد استفاده قرا می‌گیرند.

## انواع سالاد کلم
روش‌های متفاوتی برای درست کردن سالاد کلم وجود دارد، که در آن‌ها مواد دیگری مثل کلم‌قرمز، فلفل، هویج خرد شده، پیاز، پنیر رنده‌شده، آناناس یا سیب اضافه شده و با سُسی مثل مایونز یا کرم مخلوط می‌شوند. چاشنی‌های مختلفی مثل دانهٔ کرفس هم ممکن است افزوده شود. ممکن است کلم خیلی خرد شده، یا به صورت خلال یا قطعاتی به شکل مربع باشد. انواع دیگر سالاد شامل سالاد کلم بروکلی است که به جای کلم از قطعات خرد شده کلم بروکلی خام استفاده می‌شود. خامه، خامه‌ترش، آب‌دوغ هم افزودنی‌های شناخته‌شده هستند. سالادکلم آب‌دوغ عموماً در جنوب آمریکا یافت می‌شود.

## نگارخانه

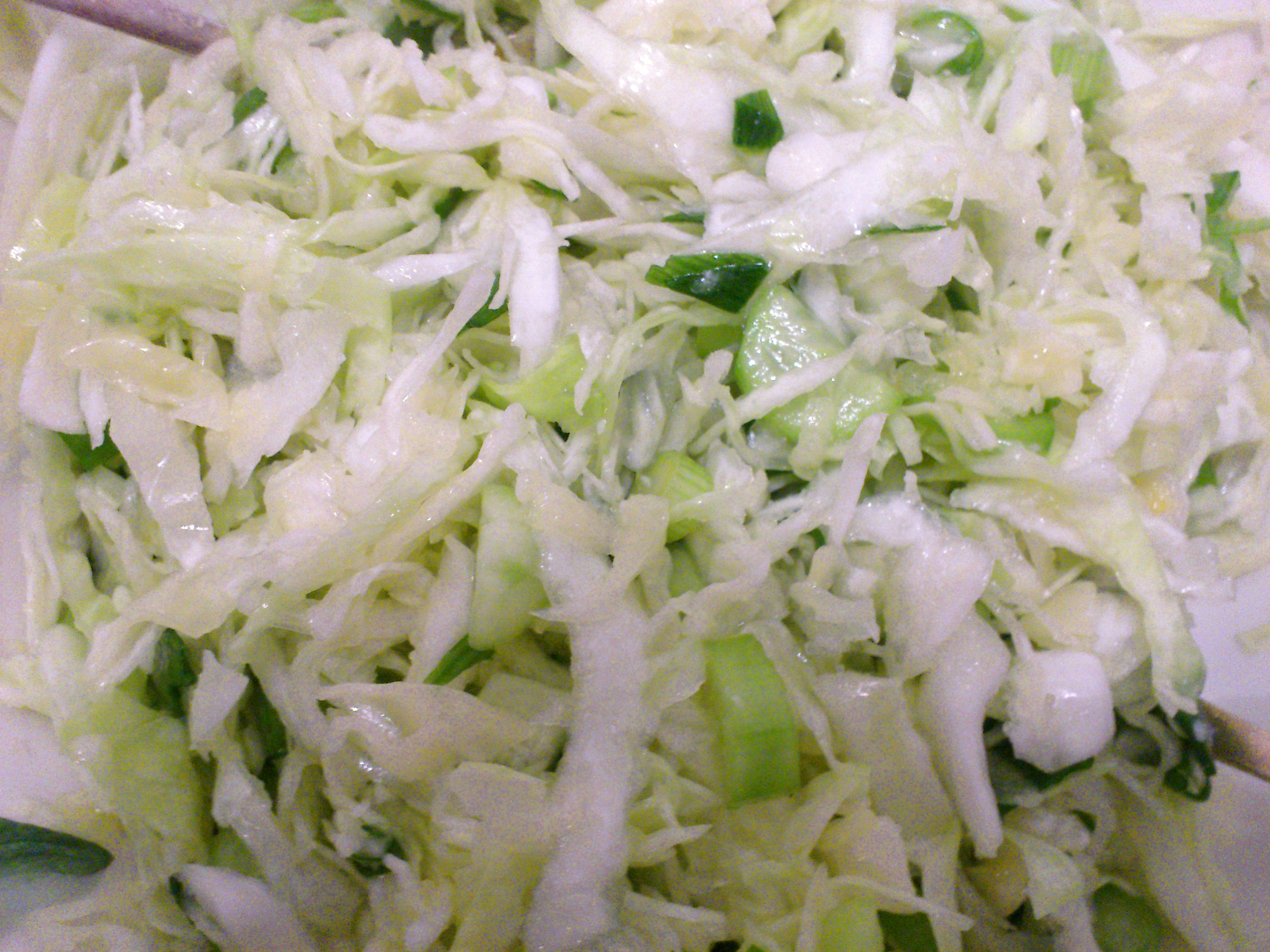
سالاد کلم روسی و اکراینی که در آن از روغن تصفیه‌شدهٔ آفتابگردان استفاده شده‌است.
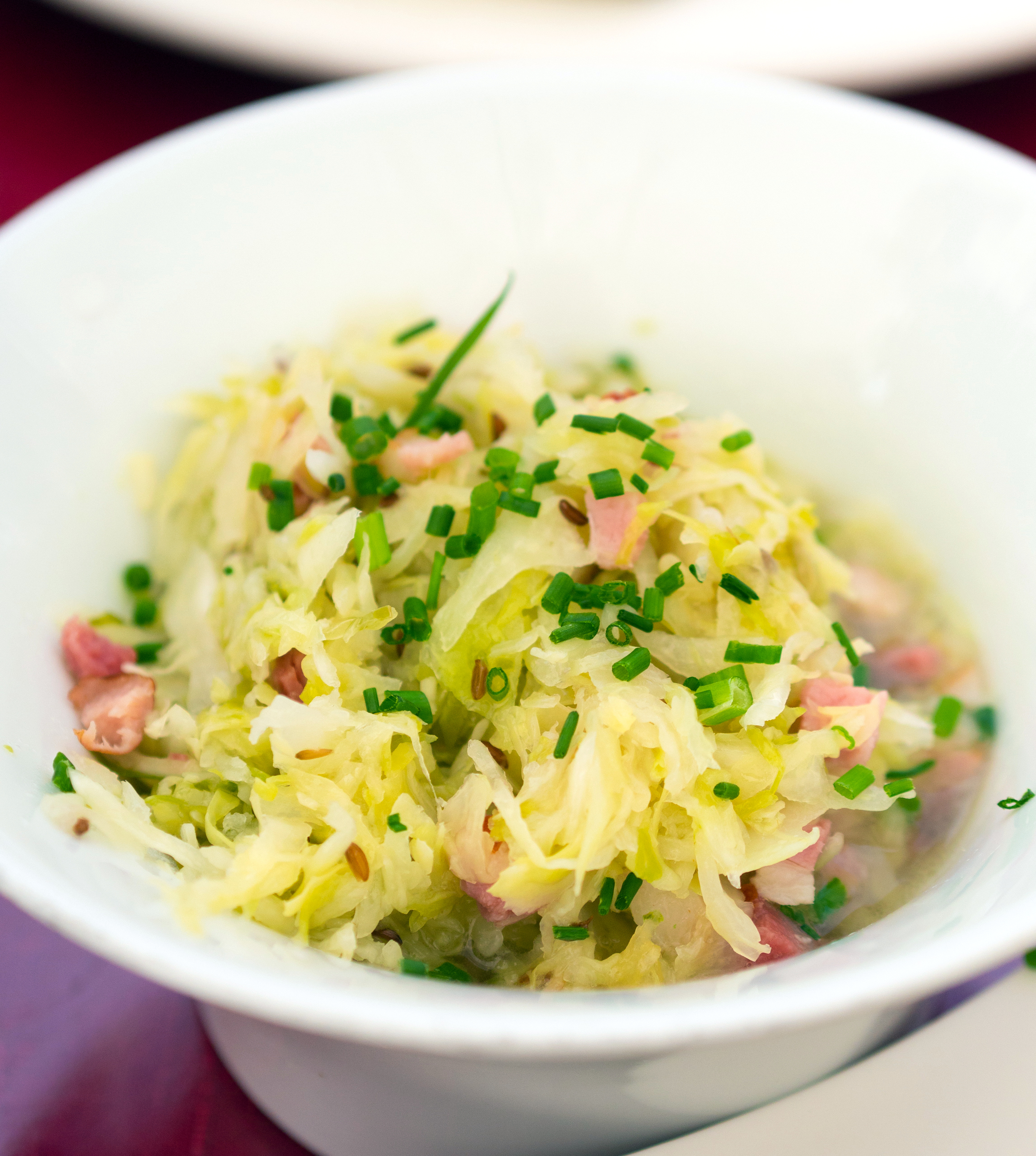
سالاد کلم در ایالت تیرول اتریش که به صورت گرم سرو می‌شود.
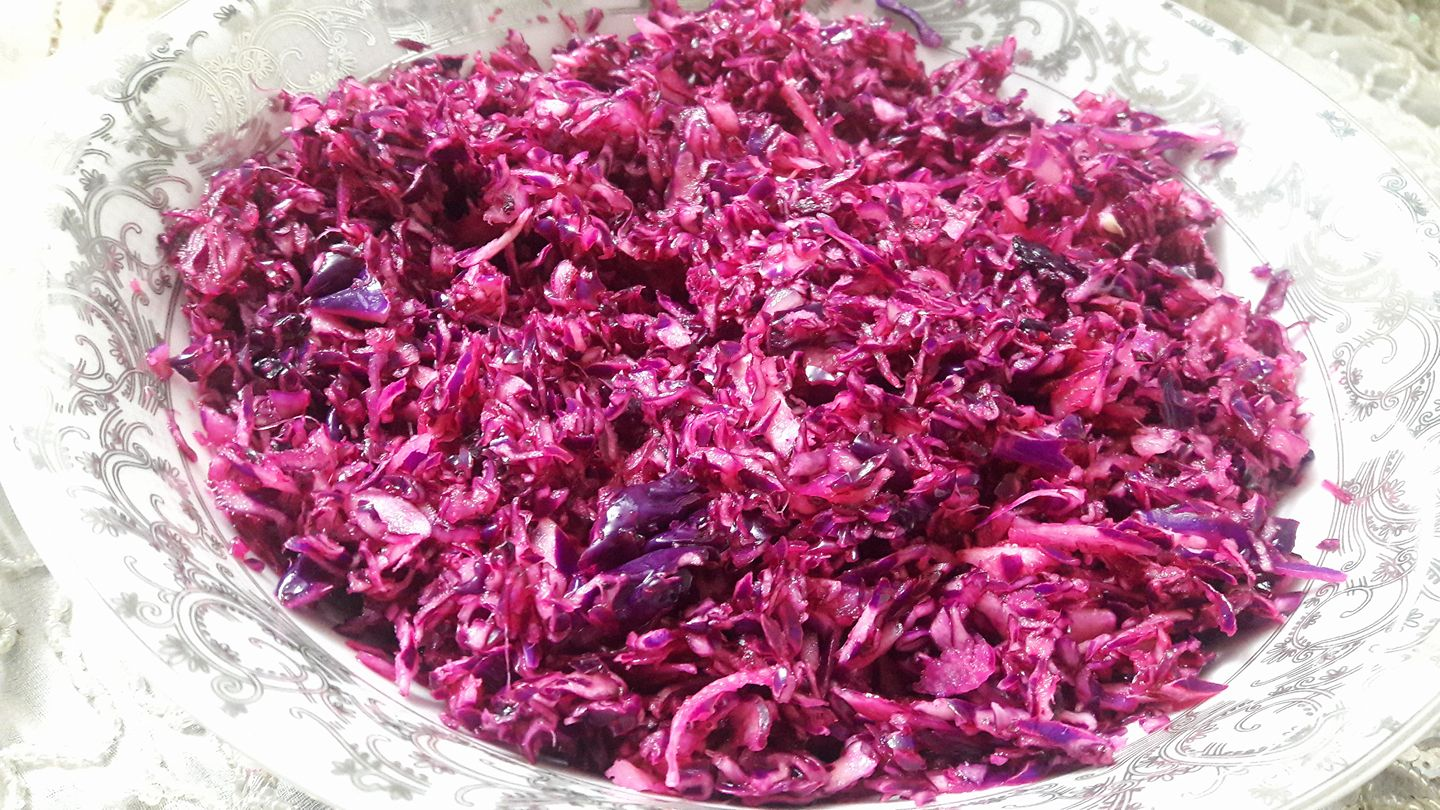
سالاد کلم قرمز